# Antístenes d'Acragant
Antístenes (en grec antic: Ἀντισθένης) va ser un personatge molt ric a Acragant a final del segle v aC.
Només és conegut per la menció que en fa Diodor de Sicília, quan posa un exemple de l'extraordinària riquesa de les persones d'aquella ciutat. Quan la seva filla es va casar, van assistir a la desfilada nupcial més de 800 carrosses.